# Kreuz Kiel-West
Kreuz Kiel-West is een knooppunt in de Duitse deelstaat Sleeswijk-Holstein.
Op dit aangepast klaverbladknooppunt ten westen van de stad Kiel, kruist de A215 Hamburg-Kiel de A210 Rendsburg-Kiel.

## Richtingen knooppunt
| Aansluitende wegen                                    | Aansluitende wegen  | Aansluitende wegen                         | Aansluitende wegen | Aansluitende wegen |
| ----------------------------------------------------- | ------------------- | ------------------------------------------ | ------------------ | ------------------ |
|                                                       |                     | Mettenhofzubringer richting Kiel-Mettenhof |                    |                    |
|                                                       |                     |                                            |                    |                    |
| richting Kiel-Russee / Melsdorf Rendsburg / Flensburg | richting Kiel-Mitte |                                            |                    |                    |
|                                                       |                     |                                            |                    |                    |
|                                                       |                     | richting Blumenthal / Hamburg              |                    |                    |